# 白石食品工業
白石食品工業株式会社（しらいししょくひんこうぎょう）は、岩手県盛岡市に本社を置く製パン会社。

## 概要
一般には商標の「シライシパン」で知られる。製パン大手メーカーが加盟する一般社団法人日本パン工業会のメンバーであるが、売上高では下位グループに属する。主力商圏は東北で、北関東にも進出している。
敷島製パンの東北地方での商品供給（「Pasco」ブランド　広義のエリアフランチャイズ）を受託しており、同社からは10%の出資も受けている。
自社ブランド商品は東北地方で生産される食材（小麦やジャム原料）を使用した地産地消のシリーズを開発している。
2009年には、第一屋製パン（第一パン）から仙台工場を取得（これにより、第一パンは東北地区における販売から撤退）し、シライシブランドの製造を行う他、東北地区におけるPascoブランドのライセンス製造も行い、両ブランドの販売エリアをさらに拡大した（なお第一パンの東北地方撤退により、ポケモンパンシリーズの東北地区におけるライセンス製造権（エリアフランチャイズ）も白石食品工業が取得した）。

## 沿革
- 1948年 - 盛岡市大慈寺町で白石パンを創業
- 1953年 - 白石食品工業株式会社と改称
- 1978年 - ロゴを統一
- 1983年 - インストアベーカリー「ブランドール」の展開を開始。
- 1988年 - 子会社の株式会社生活工房設立
- 1989年 - ベーカリーショップ「シンフォニー」開店
- 1992年 - 敷島製パンの委嘱によりパスコブランド商品の製造を開始
- 2008年 - 第一屋製パンの仙台工場を17億円超で買収
- 2009年 - 仙台工場を第一屋製パンから譲り受け、操業を開始。
- 2013年 - 白石食品工業直営ベーカリー「PanoPano」を創業開始

## 工場
- 本社工場
  - 岩手県盛岡市黒川23地割70-1
- 仙台工場（元：第一屋製パン仙台工場）
  - 宮城県黒川郡大和町吉岡字雷神7-1

それぞれの工場入口脇と岩手県紫波郡紫波町にアウトレットのパンショップがあり、非常に廉価で各種パンを購入できる。